# Emperador Gaozu de Han
En aquest nom xinès, el cognom és Liu.
L'emperador Gao (256 o 247 aC – 1 de juny de 195 aC), més conegut en la Xina pel seu nom de temple, Gaozu, nom personal Liú Bāng (Wade-Giles: Liu Pang), va ser el primer emperador de la dinastia Han, que va governar Xina a partir del 202 aC. Liu va ser un dels dos únics fundadors de dinasties imperials xineses que tenia orígens camperols (l'altre va ser el fundador de la dinastia Ming, Zhu Yuanzhang). En la primera etapa del seu ascens a la fama, Liu era anomenat com el duc de Pei, i Pei es referia al seu poble natal del comtat de Pei. També se li va concedir el títol de rei de Han per Xiang Yu, quan aquest últim va dividir l'Imperi Qin en els Divuit Regnes. Liu va ser conegut per aquest títol abans de convertir-se en l'emperador de la Xina.

## Biografia

### Naixement i primers anys
En el mite Imperial Han, els avantpassats de Liu Bang eren el mític emperador Yao i l'Emperador Groc. Moltes famílies nobles xineses antigues van afirmar descendència de l'Emperador Groc per justificar el seu dret a governar.
Liu Bang va néixer durant els darrers anys del període dels Regnes Combatents; els seus pares només són recordats com " Liu Taigong " (劉太公; lit. "Vell Senyor Liu") i "Liu Ao" (劉媪; lit. "Vella Senyora Liu"). La seva família era de Zhongyang (中陽里 ) (districte de Feng (丰邑), comtat de Pei (沛縣 )) a l'Estat de Chu. Segons la llegenda, Liu Bang va ser concebut després que Liu Ao es trobés amb un drac durant una tempesta de pluja.
Segons els registres, el jove Liu era obert, carismàtic, generós i tolerant, però tenia poc interès per l'educació o el treball i sovint es va trobar amb problemes amb la llei; depenia del seu germà per a la subsistència i el seu pare l'anomenava "petit canalla". Més tard, es va fer bon amic de Zhang Er (?–202 aC), el magistrat del proper comtat de Waihuang i antic servidor de Lord Xinling. Liu va viure amb Zhang Er durant diversos mesos, fins que aquest es va amagar després de les Guerres d'unificació de Qin.
Liu va tornar al comtat de Pei. Els seus amics propers a l'oficina del comtat, Xiao He i Cao Shen, van amagar el seu comportament delinqüent i el van ajudar a ser nomenat xèrif local (亭長 ) al pavelló Sishui (泗水亭). Liu Bang va forjar relacions estretes amb la majoria dels buròcrates locals del comtat i es va guanyar una petita reputació al districte. Mentre realitzava treballs legals a Xianyang, la capital de Qin, va presenciar que Qin Shi Huangdi feia una una ira d'inspecció; la processó reial va impressionar a Liu.
L'esposa de Liu, Lü Zhi, era filla de Lü Wen (呂文 ), una noble rica i influent del comtat de Shanfu. Després de traslladar-se al comtat de Pei, Lü Wen va celebrar una festa per a l'elit local. Xiao He, que va ajudar a recollir regals dels convidats, va declarar que un seient dins de la sala requeria regals per valor d'almenys mil monedes. Liu va assistir a la festa sense diners i va fer una oferta de deu mil monedes que Xiao He es va adonar que no era seriosa. No obstant això, Lü tenia Liu assegut al seu costat només per l'aparença. Lü, impressionat encara més per Liu en la conversa, va oferir a la seva filla en matrimoni. Liu i Lü Zhi es van casar i van tenir dos fills, Liu Ying (el futur emperador Hui) i la futura princesa Yuan de Lu.

## Insurrecció contra la dinastia Qin

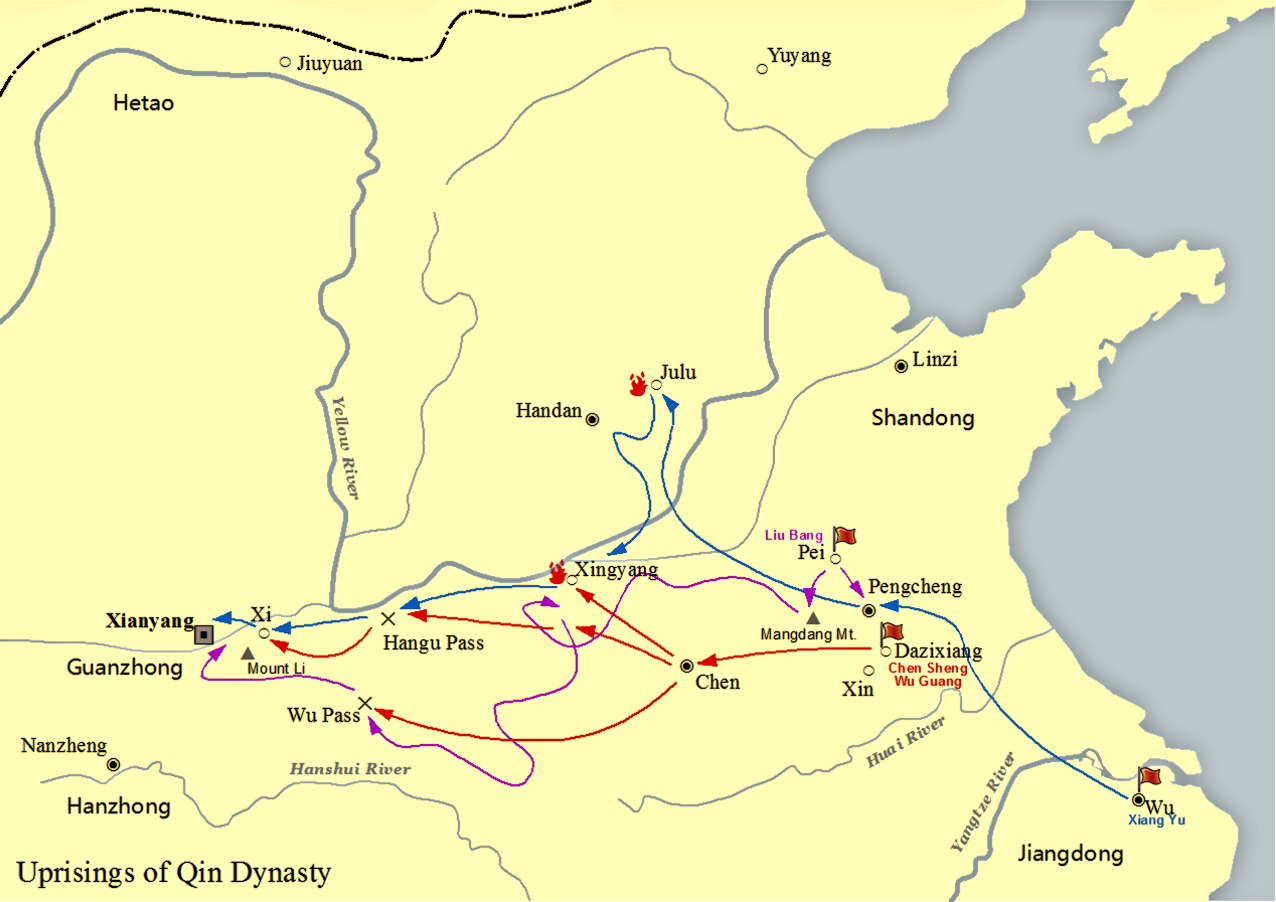
Aixecaments de la dinastia Qin. La campanya de Liu Bang es mostra en color violeta.

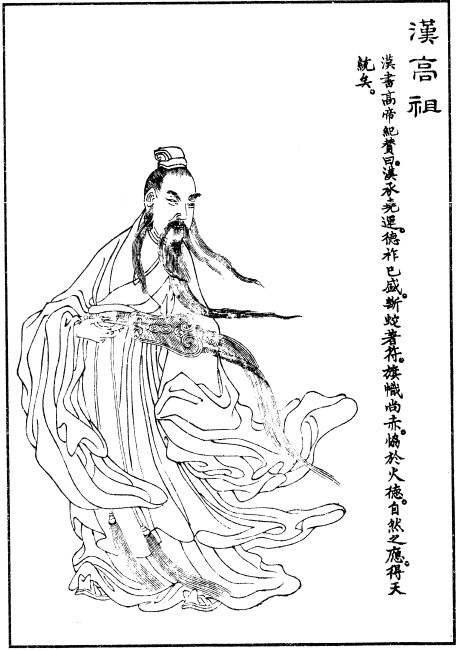
Liu Bang, en una il·lustració de l'artista de la dinastia Qing Shangguan Zhou 上官周 (1665–1749)

Liu va ser l'encarregat d'escortar un grup de treballadors penals al lloc de construcció del mausoleu del primer emperador al mont Li. Durant el trajecte, alguns presoners van escapar; sota la llei de Qin, permetre que els presoners s'escapessin era castigat amb la mort. En lloc de fer front a la justícia, Liu va alliberar els presoners restants i va fugir. Liu es va unir a alguns dels agraïts ex presoners i es va convertir en el seu líder. Es van fer càrrec d'una fortalesa abandonada al mont Mangdang. Liu va romandre en contacte en secret amb alguns vells amics, com Xiao He i Cao Shen al comtat de Pei.
Segons la llegenda de l'aixecament de la matança de la serp blanca, l'ascensió de Liu al govern es va profetitzar després de fer-se un proscrit. A la llegenda, una gegantina serp blanca va matar alguns dels proscrits amb el seu alè verinós; la serp va ser assassinada per un Liu borratxo durant la nit. L'endemà al matí, els proscrits es van trobar amb una vella pel camí; quan se li va preguntar per què plorava, va desaparèixer misteriosament després de respondre: "El meu fill, el fill de l'emperador blanc, ha estat assassinat pel fill de l’emperador vermell". La reputació de Liu va créixer entre els seus seguidors, que es van convencer del seu destí.
L'any 209 aC, Chen Sheng i Wu Guang van iniciar la Rebel·lió de Chen Sheng i Wu Guang.
 El magistrat del comtat de Pei va considerar unir-se a la rebel·lió i, per consell de Xiao He i Cao Shen, va convidar el grup de Liu al comtat per donar-li suport; la invitació va ser transmesa per Fan Kuai, cunyat de Liu. Tanmateix, el magistrat va canviar d'opinió i va rescindir l'oferta; també va ordenar que matessin Xiao i Cao perquè no obrissin les portes per a Liu, però van escapar i es van unir a Liu. Per consell de Xiao, Liu va aconseguir l'ajuda dels plebeus del comtat al costat de Pei mitjançant crides escrites lliurades per fletxes disparades a través de la frontera. Els camperols van respondre assassinant el magistrat del comtat de Pei i donant la benvinguda al retorn de Liu. Liu es va fer conegut com l'autoanomenat "Duc de Pei" (沛公 ).
L'any 208 aC, l'Imperi Qin es va enfrontar a rebel·lions que pretenien restaurar els estats conquerits durant les guerres d'unificació de Qin. Al comtat de Wu, l'aixecament de Xiang Liang, plebeu i fill d'un general de Chu, va instal·lar Xiong Xin com a "rei Huai II" (楚後懷王) de Chu. Liu es va unir a l'aixecament de Xiang Liang. Després que Xiang Liang fos assassinat a la batalla de Dingtao, Huai II va enviar a Xiang Yu, nebot de Xiang Liang, i al ministre Song Yi per dirigir un exèrcit per reforçar l'estat de Zhao contra l'atacant Qin.
Liu Bang va ser nomenat "marquès de Wu'an" (武安侯) i va ordenar dirigir un exèrcit contra Guanzhong al cor de Qin. Huai II va prometre concedir el govern de Guanzhong com a "rei de Guanzhong" a qui entrés primer a la regió. L'any 206 aC, Liu Bang va guanyar la carrera a Guanzhong sobre Xiang i va arribar als afores de Xianyang, la capital de Qin. L'últim governant de Qin, Ziying, va rendir la ciutat sense resistència. Fan Kuai, ara el seu guardaespatlles, i Zhang Liang, el seu estrateg, van informar de les polítiques d'ocupació de Liu. Les tropes tenien prohibit maltractar la població i saquejar. Les dures lleis Qin van ser abolides; l'assassinat, el robatori i el robatori, però, van continuar subjectes a càstigs estrictes. L'ordre es va restaurar ràpidament a la ciutat i Liu es va guanyar el respecte de la població de Guanzhong. Xiao He va ordenar la recollida de tots els documents legals al palau Qin i les instal·lacions governamentals per a la seva conservació.

## Rei de Han

### Festa a Hong Gate

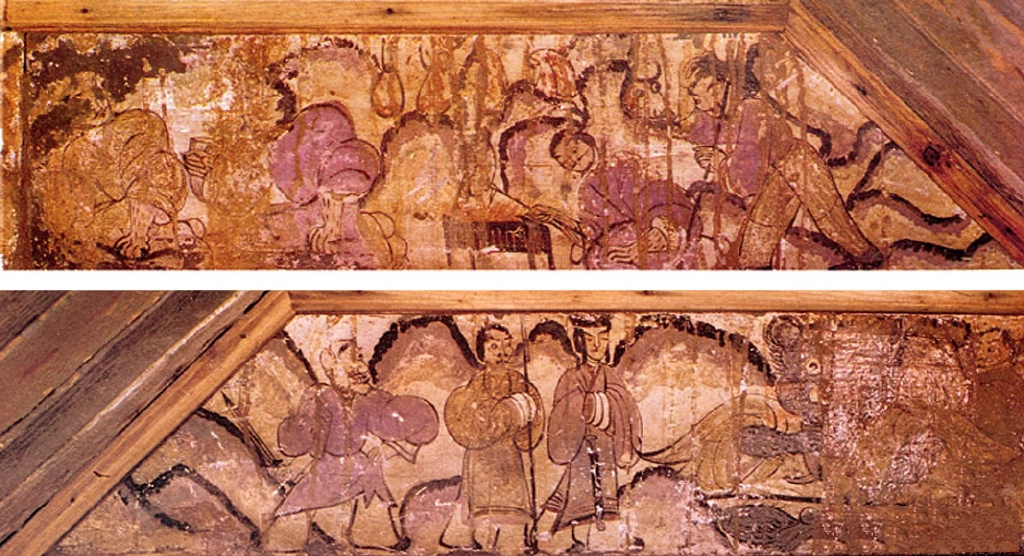
Mural de la dinastia Han occidental que representa el banquet de Hongmen, descobert a la tomba 61 del nord-oest ara al Museu de les Tombes Antigues de Luoyang

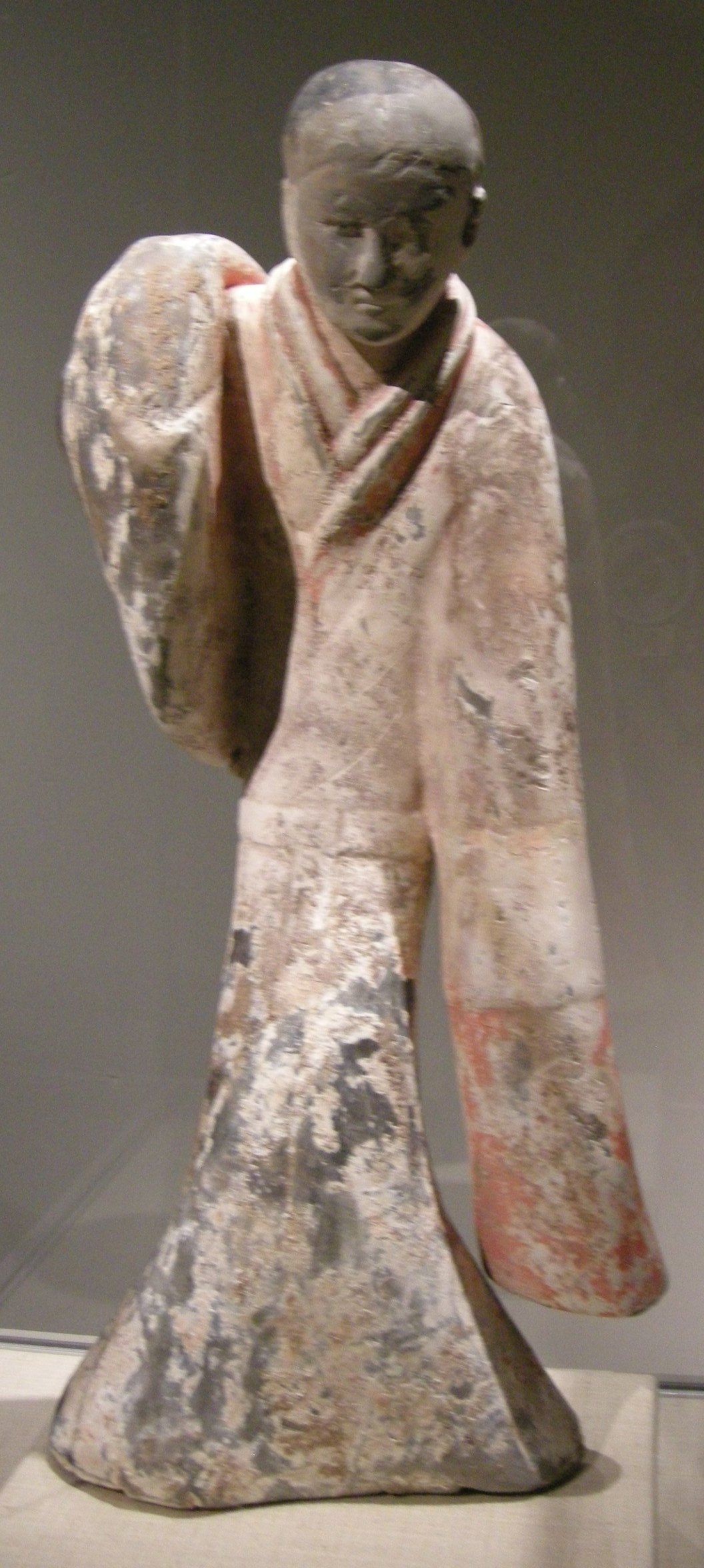
Una ballarina han occidental amb túniques de seda, segle II aC, Metropolitan Museum of Art; Xiang Zhuang tenia la intenció d'assassinar Liu Bang fingint fer una dansa d'espases

A Xiang Yu no li agradava perdre la carrera davant Guanzhong. Per consell de Fan Zeng, el seu assessor, i Cao Wushang (曹無傷 ) - un informador del camp de Liu - Xiang Yu va planejar celebrar un banquet per assassinar a Liu. Xiang Yu va ser persuadit per Xiang Bo, el seu oncle i un amic íntim de Zhang Liang, de no ordenar l'assassinat durant el banquet. Frustrat per la indecisió, Fan Zeng va ordenar a Xiang Zhuang, el cosí de Xiang Yu, que actués i matés en Liu durant una dansa d'espases, però això es va veure obstaculitzat perquè Xiang Bo es va unir al ball i va protegir a Liu. Zhang Liang es va escapar i va convocar Fan Kuai, que va arribar al banquet amb una armadura completa i va renyar a Xiang Yu pel sinistre complot. Avergonyit per l'acusació de Fan Kuai, Xiang Yu va ordenar que el ball d'espasa s'aturés i va recompensar en Fan Kuai per la seva valentia. Liu Bang va escapar del campament de Xiang Yu després de fingir que anava a la latrina, i després va dirigir el seu exèrcit cap a l'oest. Xiang Yu llavors va saquejar Xianyang i va cremar el palau d'Epang.

### Vassallatge a Hanzhong
Després d'ocupar Xianyang, Xiang Yu es va proclamar Hegemon-Rei de Chu Occidental i va dividir l'antic Imperi Qin en els Divuit Regnes. Va donar Guanzhong a tres antics generals Qin - Zhang Han, Sima Xin i Dong Yi - en comptes de Liu. Liu va rebre la regió aïllada de Bashu (conca de Sichuan i vall superior del riu Han), llavors un lloc utilitzat per a l'exili de presoners, ja que Xiang Yu va afirmar que Bashu formava part de Guanzhong. Zhang Liang, que marxava cap al seu estat natal de Han, va negociar un millor acord en nom de Liu després de subornar Xiang Yu a través de Xiang Bo. A Liu, Xiang Yu va afegir Nanzheng, la regió circumdant de la vall del Rift al voltant del (aleshores) mig riu Han, i el títol de "rei de Han".
L'exèrcit de Liu va ser escortat a través de les muntanyes Qinling per un destacament de l'exèrcit de Xiang Yu. Per consell de Zhang Liang, Liu va cremar els camins darrere seu per evitar l'atac de Xiang Yu, i per tranquil·litzar a Xiang Yu que no tornaria.
Al cap d'un any, Liu Bang va esclatar amb el seu exèrcit i va conquerir els Tres Qins, que van iniciar la disputa Chu-Han, una guerra civil entre diverses forces que buscaven heretar l'antiga supremacia dels Qin sobre la Xina. L'any 202 aC, Liu Bang va sortir victoriós després de la batalla de Gaixia, va unificar la major part de la Xina sota el seu control i va establir la dinastia Han, amb ell mateix com a emperador. Durant el seu regnat, Liu Bang va reduir els impostos, va promoure el confucianisme i va reprimir les revoltes dels senyors dels estats vassalls no Liu, entre moltes altres accions. També va iniciar la política d'heqin, un sistema de matrimonis concertats entre nobles, per mantenir la pau entre els han i els xiongnu després de la derrota dels han a la batalla de Baideng l'any 200 aC. Va morir l'any 195 aC i el va succeir el seu fill Liu Ying.